# Российское государство (1918—1920)
Росси́йское госуда́рство (рус. дореф. Россійское государство), или Госуда́рство Росси́йское — государство, провозглашённое Актом Уфимского Государственного совещания от 23 сентября 1918 года «об образовании всероссийской верховной власти во имя восстановления государственного единства и независимости России», которые пострадали в результате революционных событий 1917 года, установления советской власти и подписания советским правительством Брестского мира.

## Образование всероссийской верховной власти
Присутствовавшие на совещании делегации от Комуча (Самара), Временного Сибирского правительства (Омск), Временного областного правительства Урала (Екатеринбург), войсковых правительств казачьих войск (Астраханского, Енисейского, Иркутского, Оренбургского, Семиреченского, Сибирского, Уральского), правительств ряда национально-государственных образований (Киргизского правительства Алаш-Орды, Башкирского правительства, правительства автономного Туркестана, национального управления мусульман тюрко-татар внутренней России и Сибири, Временного Эстонского правительства), нескольких общероссийских политических партий образовали Временное Всероссийское правительство (так называемую «Уфимскую директорию»), которую возглавил Н. Д. Авксентьев. Было установлено, что Временное Всероссийское Правительство «впредь до созыва Всероссийского Учредительного Собрания является единственным носителем верховной власти на всем пространстве государства Российского». Акт предусматривал «передачу Временному Всероссийскому правительству, как только оно того потребует», «всех функций верховной власти, временно отправляемых, ввиду создавшихся условий, областными правительствами». Тем самым отменялся суверенитет региональных образований, на смену которому вводилась «широкая автономия областей», пределы которой полностью зависели от «мудрости Временного Всероссийского правительства».
Всероссийскому правительству вменялось способствовать ускорению созыва Учредительного собрания и в дальнейшем безусловно подчиниться ему «как единственной в стране верховной власти».
Основы национально-государственного устройства России должны были исходить из федеративных принципов: «устроение освобождающейся России на началах признания за её отдельными областями прав широкой автономии, обусловленной как географическим и экономическим, так и этническим признаками, предполагая окончательное установление государственной организации на федеративных началах полновластным Учредительным Собранием…, признание за национальными меньшинствами, не занимающими отдельной территории, прав на культурно-национальное самоопределение».
В отношении армии в Акте говорилось о необходимости «воссоздании сильной, боеспособной, единой Российской армии, поставленной вне влияния политических партий» и, одновременно, о «недопустимости политических организаций военнослужащих и устранении армии от политики».

В качестве неотложных задач по восстановлению государственного единства и независимости России были названы: 
1. Борьба за освобождение России от Советской власти;
2. Воссоединение отторгнутых, отпавших и разрозненных областей России;
3. Непризнание Брестского и всех прочих договоров международного характера, заключённых как от имени России, так и отдельных её частей после Февральской революции, какой бы то ни было властью, кроме Российского Временного Правительства, и восстановление фактической силы договорных отношений с державами согласия
4. Продолжение войны против германской коалиции.

## Централизация управления
9 октября 1918 г. Временное Всероссийское правительство переехало из Уфы в Омск в связи с приближением к Уфе частей РККА.
4 ноября Временное Всероссийское правительство обратилось ко всем областным правительствам с требованием немедленно распустить «все без исключения Областные Правительства и Областные Представительные Учреждения» и передать все полномочия по управлению Всероссийскому Правительству. В тот же день на базе министерств и центральных управлений Временного Сибирского правительства был сформирован исполнительный орган Директории — Всероссийский Совет министров во главе с П. В. Вологодским. Подобная централизация государственной власти была обусловлена потребностью, в первую очередь, «воссоздания боевой мощи родины, столь необходимой в годину борьбы за возрождение Великой и Единой России», «создания условий, необходимых для снабжения армии и организации тыла во всероссийском масштабе».
Благодаря этим действиям удалось добиться упразднения всех имевшихся на востоке России областных, национальных и казачьих правительств и тем самым формально консолидировать силы антибольшевистского сопротивления.

## Переворот 18 ноября
18 ноября 1918 года находившиеся в Омске члены Директории были арестованы, Совет министров объявил о принятии на себя всей полноты верховной власти и затем постановил передать её одному лицу, присвоив ему титул верховного правителя. Тайным голосованием членов Совета министров на этот пост был избран А. В. Колчак, который объявил о принятии на себя звания Верховного главнокомандующего. Было образовано новое правительство, вошедшее в историю как Омское, или правительство Колчака, которое просуществовало до 4 января 1920 года.
Верховным правителем адмирала Колчака признали все главнокомандующие белых армий как на юге и западе России, так и в Сибири и на Дальнем Востоке; на рубеже мая-июня 1919 года генералы А. И. Деникин, Е. К. Миллер, Н. Н. Юденич добровольно подчинились А. В. Колчаку и официально признали его Верховное главнокомандование над всеми армиями на территории России. Верховный главнокомандующий при этом подтвердил полномочия главкомов. Приказом верховного правителя Миллер и Юденич получили статус генерал-губернаторов.
На положении фронтов этой единой армии с этого момента действовали ВСЮР, Северо-Западная армия, Северная армия и Восточный фронт.
Наименование «Русская армия» было утверждено как объединение всех белых фронтов, статус командующих фронтами формально от Верховного главнокомандующего получили командующие Северной и Северо-Западной армиями генералы Юденич и Миллер.
В целом А. В. Колчак продолжил экономический и политический курс Временного Сибирского правительства, бывший глава которого — П. В. Вологодский, ставший для верховного правителя символом легитимности его правления, — продолжил оставаться председателем Совета министров. В первых же заявлениях после «переворота 18 ноября» и российское правительство, и сам верховный правитель, и признавшие его власть белые правители, и правительства других российских регионов подтверждали необходимость созыва Национального учредительного собрания, которое должно было стать действительно объединяющим центром, без какого-либо участия «революционных радикалов». Для этого был выработан новый избирательный закон.

## Государственная символика и атрибутика

### Гимн
19 ноября 1918 года Совет министров принял постановление по предложению министра иностранных дел Ю. В. Ключникова считать национальным гимном России старейший духовный гимн Российской империи «Коль славен наш Господь в Сионе» (слова М. М. Хераскова, музыка Д. С. Бортнянского). Правила исполнения гимна повторяли порядок исполнения гимна «Боже, Царя храни!»

### Герб

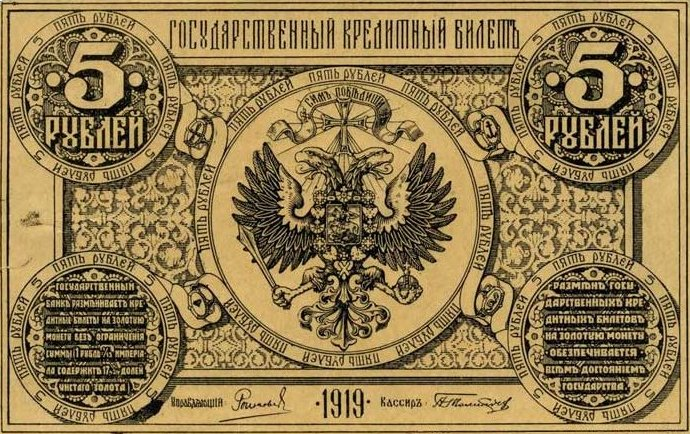
Герб Российского государства на проекте банкноты достоинством 5 рублей правительства адмирала Колчака (автор проекта герба — художник Г. А. Ильин), 1919 год

В январе — апреле 1919 года в Омске по инициативе Общества художников и любителей изящных искусств Степного края прошли конкурсы на создание нового текста государственного гимна и нового государственного герба. Было объявлено, что, по условиям конкурса, государственный герб, «сохраняя изображение двуглавого орла, должен быть скомпонован в более художественных формах, в основах древнерусского стиля, и должен соответствовать современному пониманию декоративности», а «вместо снятых эмблем царской эпохи (короны, скипетра и державы) герб должен быть украшен эмблемами, характерными для новой возрождающейся государственности».
В ходе конкурса было предложено 210 вариантов текста гимна и 97 проектов государственного герба. Наиболее вероятным претендентом на победу считался проект, созданный художником из Казани Г. А. Ильиным, — двуглавый орёл, над которым возвышался крест с девизом «Сим победиши!». С крыльев орла были сняты областные гербы Российской империи, но был оставлен московский герб с Георгием Победоносцем, также исчезли короны, но осталась держава, а скипетр заменил меч. Хотя ни один из представленных проектов герба не был окончательно утверждён жюри, проект Г. А. Ильина часто встречался на канцелярских печатях, на страницах сибирской прессы и использовался на денежных знаках.
9 мая 1919 года постановлением Совета министров Российского правительства была утверждена символика Верховного правителя — флаг и брейд-вымпел с двуглавым орлом, но без знаков «царской» власти.

### Государственные награды
Одновременно с конкурсами на новые гимн и герб был проведён конкурс на новые государственные ордена — «Возрождения России» и «Освобождения Сибири». Представленные проекты ордена «Возрождения России» не получили одобрения жюри. Был утверждён лишь проект ордена «Освобождения Сибири», автором которого был всё тот же Г. А. Ильин.
Главной причиной отсутствия результатов конкурсов считалась «идеологическая несвоевременность» подобных мероприятий. Как вспоминал член жюри писатель Сергей Ауслендер, главным содержанием подавляющего большинства проектов была идея «Русь в походе», что, конечно же, не соответствовало поставленной задаче — создать державную символику обновлённого Российского государства. В жюри также высказывались сомнения по поводу отсутствия монархической символики в представленных проектах, что шло вразрез с принципом «непредрешения», декларировавшегося белой властью.

## Государственно-политическое устройство
Государство состояло из трёх разрозненных частей, только Омское и Архангельское правительства на некоторое время смогли соединить свои территории. Законы, которые принимались в Омске, становились обязательными на всех территориях Российского государства. Омское правительство оказывало финансовую помощь Югу. Северное правительство Миллера — для решения вопроса с недостатком хлеба — производило закупки в Сибири. Структура органов государственного управления состояла из временных органов государственной власти. Эти органы власти ограничивались сроком действия на период военного времени и восстановления в стране полного порядка.

### Органы государственного управления
Верховный правитель — единоличный глава государства, обладающий всей полнотой верховной законодательной, исполнительной и судебной власти. По должности являлся Верховным главнокомандующим всеми сухопутными и морскими вооружёнными силами России. Единственным человеком, занимавшим этот пост, был адмирал А. В. Колчак. 4 января 1920 года он подписал свой последний указ, в котором объявил о намерении передать полномочия «Верховной Всероссийской Власти» А. И. Деникину, однако Деникин официально в эту должность не вступил. Впредь до получения указаний от А. И. Деникина «вся полнота военной и гражданской власти на всей территории Российской Восточной Окраины» предоставлялась генерал-лейтенанту Г. М. Семёнову.
Совет министров — высший законодательный и исполнительный орган власти Российского государства, гарант верховной власти главы государства.
Состав:
- Председатель Совета министров
- Министр внутренних дел
- Военный министр
- Министр иностранных дел
- Министр колонизации и земледелия
- Морской министр
- Министр народного просвещения
- Министр продовольствия и снабжения
- Министр путей сообщения
- Министр торговли и промышленности
- Министр труда
- Министр финансов
- Министр юстиции
- Государственный контролёр Верховного правителя
- Управляющий делами Верховного правителя и Совета министров.

Совет Верховного Правителя — совещательный и консультативный орган по важнейшим государственным вопросам при Верховном правителе Государства Российского.
Состав:
- Верховный Правитель — возглавляет по должности
- Председатель Совета министров — по должности
- Министр финансов — по должности
- Министр внутренних дел — по должности
- Министр иностранных дел — по должности
- Управляющий делами Верховного правителя и Совета министров
- Советник Верховного правителя — любое лицо, назначенное по усмотрению Верховного правителя.

Чрезвычайное государственное экономическое совещание — консультативный орган по экономическим вопросам при Совете министров. Выполняло функции «промышленно-кооперативного» представительства. Существовало в первоначальном составе до 2 мая 1919 года.
Состав:
- Председатель Чрезвычайного государственного экономического совещания — Федосьев С. Г.
- Министр финансов
- Военный министр
- Министр продовольствия и снабжения
- Министр торговли и промышленности
- Министр путей сообщения
- Государственный контролёр Верховного правителя
- 3 представителя правлений частных и кооперативных банков
- 5 представителей Всероссийского Совета Съездов торговли и промышленности
- 3 представителя Совета Кооперативных Съездов.

Государственное экономическое совещание — особый консультативный орган по важнейшим экономическим вопросам при Совете министров, созданный 2 мая 1919 года путём преобразования Чрезвычайного государственного экономического совещания. Разрабатывал проекты усовершенствования экономической политики, представлявшиеся впоследствии Верховному правителю для ознакомления, одобрения и утверждения.
Состав:
- Председатель Государственного экономического Совещания — Гинс Г. К.
- министры
- представители правлений частных и кооперативных банков
- представители Всероссийского Совета Съездов торговли и промышленности
- представители земских собраний и городских дум
- представители казачьих войск.

Комитет Совета министров по соблюдению законности и порядка в управлении — контрольный и совещательный орган Совета министров, выполнявший контрольные функции в управленческой сфере по соблюдению законодательства и норм порядка.
Канцелярия Верховного Правителя — государственный орган, выполнявший функции в целях обеспечения деятельности Верховного правителя как главы государства по осуществлению им верховной государственной власти.
- Директор Канцелярии Верховного правителя — генерал-майор Мартынов.

## Экономика и финансы
В руках Колчака оказался золотой запас России в виде золотых монет и слитков, а также ювелирных изделий, платины, серебра и ценных бумаг, захваченный Народной армией Комуча в Казани в августе 1918 года и позднее перевезённый в Омск. Золотой запас оценивался в 650 миллионов рублей золотом по довоенному курсу. Правительством Колчака было израсходовано в счёт уплаты царских долгов и за поставки союзников 240 миллионов золотых рублей. Обойтись без этих поставок было невозможно, поскольку в обстановке хозяйственной разрухи в годы Гражданской войны промышленные предприятия снизили выработку в несколько раз.

### Денежная единица
В 1918 году Временное Сибирское правительство выпустило пятипроцентные краткосрочные обязательства государственного казначейства Сибири достоинством в 500, 1000 и 5000 рублей и казначейские знаки — в 1, 5 и 10 рублей. При А.В. Колчаке к ним добавили казначейские знаки номиналом в 3 и 300 рублей.

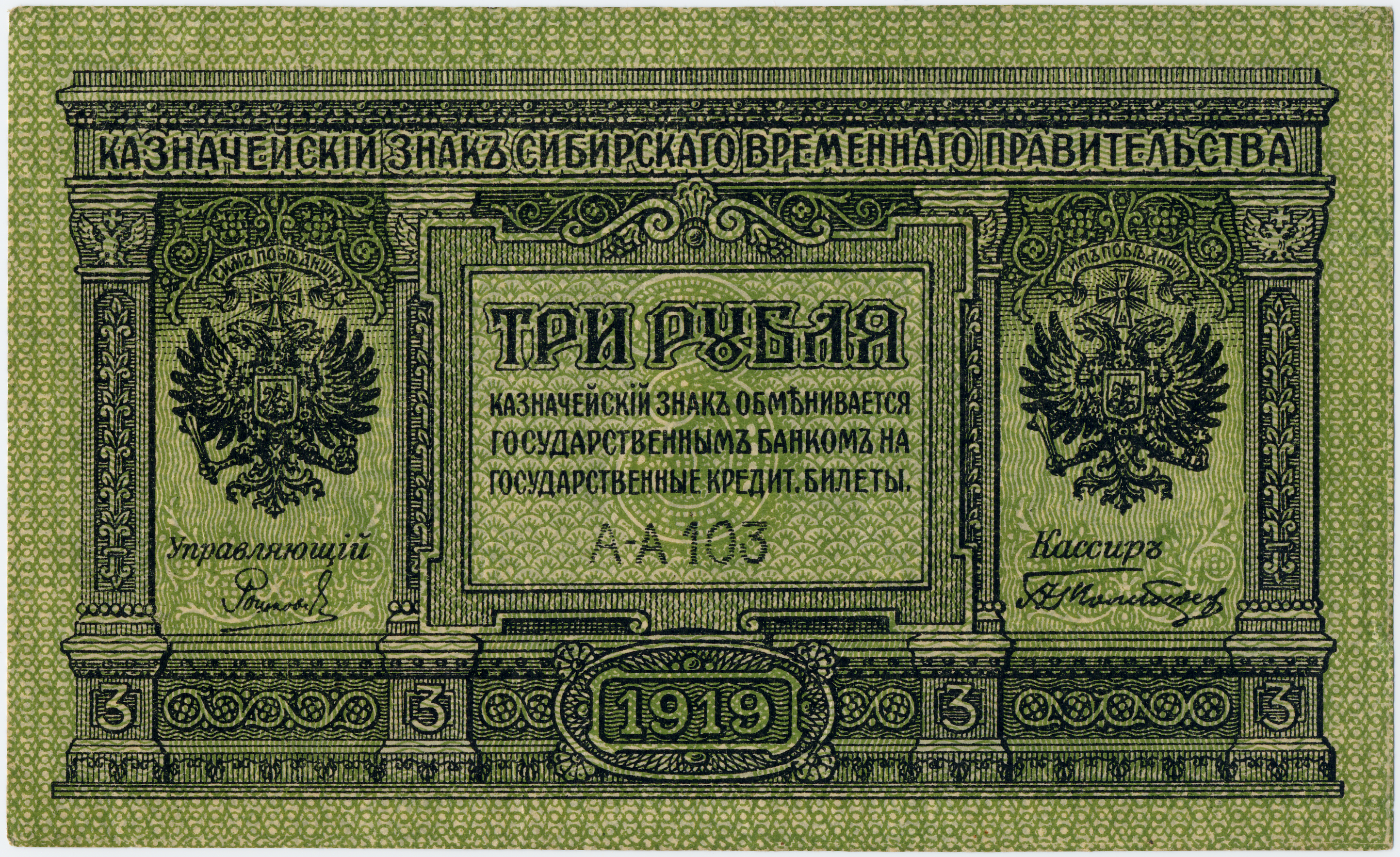
Образец Сибирского рубля 1919 г.

Временное Всероссийское правительство поместило на своих знаках «билибинского» двуглавого орла — без царской короны, скипетра, державы и гербов, заимствованного с печати Временного правительства 1917 года.
На казначейских знаках, выпускавшихся в период правления А. В. Колчака, государственный герб изображался в ином варианте. Над головами орла был помещен Георгиевский крест и девиз «Сим победиши!», в лапы вложен меч и монархическую эмблему территориальной целостности государства — державу (шар, увенчанный крестом), на груди был возвращён московский герб — изображение Георгия Победоносца.
Придя к власти, правительство Колчака признало деньги Сибирского Временного правительства и по их образцу выпускало свои казначейские знаки и краткосрочные обязательства; осенью 1919 г. осуществлялся выпуск денег американского производства — 50 коп. бон, и денежных суррогатов (облигаций и купонов I, II и III разрядов Внутреннего 4,5 % Выигрышного займа 1917 г.). В обиходе денежные знаки Временного Сибирского правительства и правительства Колчака (казначейские знаки, краткосрочные обязательства, американские полтинники, облигации и купоны) называли «сибирские» или «омские».

## Внешняя политика

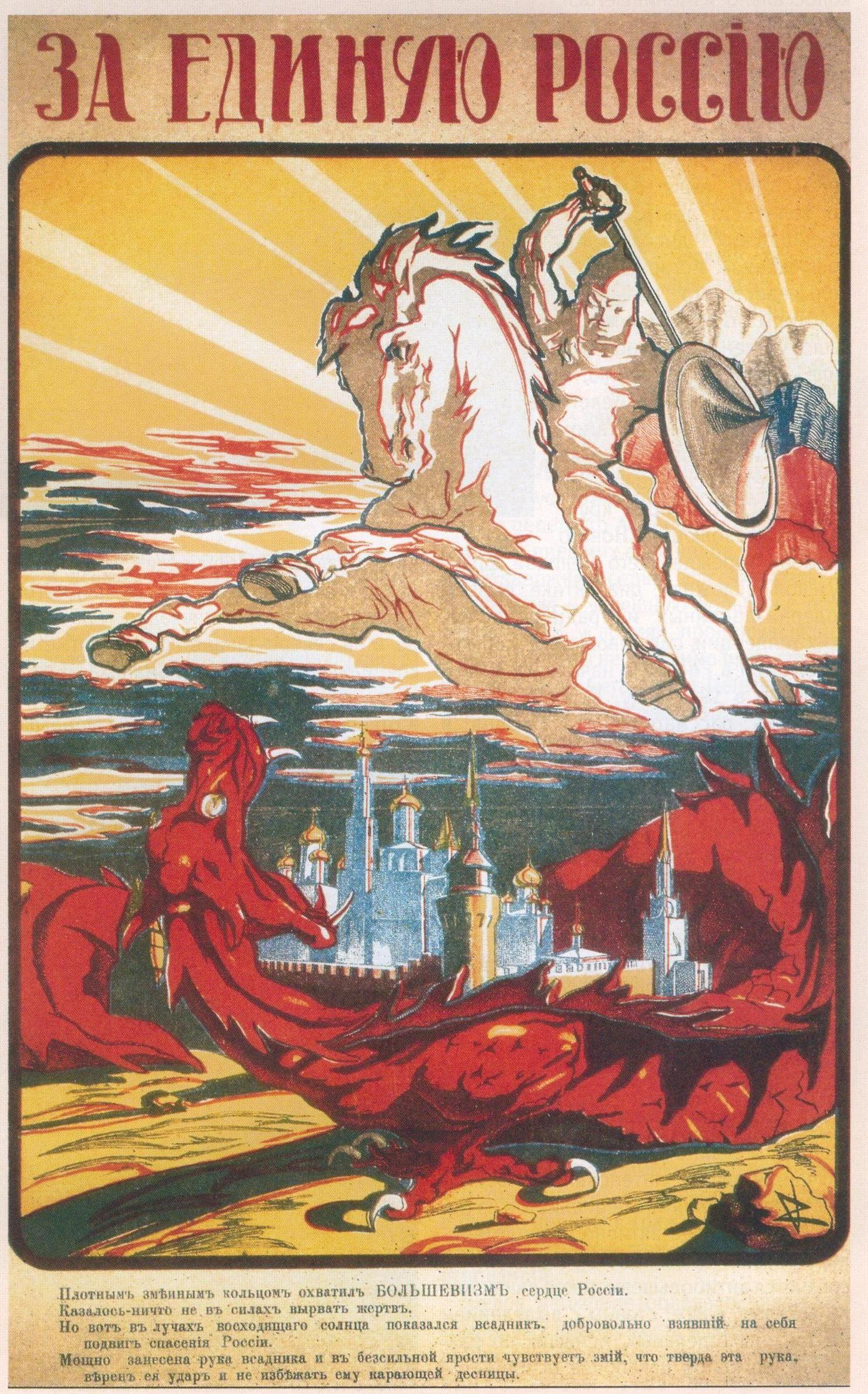
За единую Россию. Плакат 1919 г.

Во внешней политике Колчак неуклонно придерживался ориентации на прежних союзников России в Первой мировой войне. В качестве Верховного правителя и правопреемника дооктябрьских правительств России (царского и Временного) в декларации от 21 ноября 1918 года он признал их внешние долги и другие договорные обязательства (к концу 1917 года внешний долг России превышал 12 миллиардов рублей).
Главным представителем белых правительств за границей был бывший царский министр иностранных дел, опытный дипломат С. Д. Сазонов, находившийся в Париже. Ему подчинялись все российские посольства за рубежом, оставшиеся с дооктябрьского периода, сохранив свой аппарат, имущество и функции.
В декларации правительства Колчака от 7 декабря 1918 года по поводу окончания мировой войны выражалась надежда на участие России в Версальской мирной конференции. Правительство Колчака создало при своём МИДе специальную комиссию по подготовке к мирной конференции в надежде на то, что Россия будет представлена в Версале как великая страна, понёсшая огромные потери и на протяжении трёх лет державшая второй фронт, без которого невозможна была бы конечная победа союзников. В этом заверял Россию, в частности, руководитель французской военной миссии генерал М. Жанен, выступая по прибытии во Владивосток в ноябре 1918 года. Предполагалось, что если до созыва конференции не будет юридически признанного союзниками правительства новой России, то её интересы будет представлять кто-либо из дипломатов старой России по согласованию с правительствами белых. Однако вскоре позиция союзников в этом вопросе переменилась. Решающим аргументом стало отсутствие юридически признанного правительства всей России.
В результате конференция вынесла решение: отложить рассмотрение вопроса о России, её международном статусе и границах до окончания в ней Гражданской войны, когда на всей её внутренней территории будет установлено единое правительство, после чего созвать специальную международную конференцию по всем связанным с ней вопросам.
В январе 1919 года президент США В. Вильсон и премьер-министр Великобритании Ллойд Джордж выступили с инициативой созыва на Принцевых островах (в Мраморном море, близ Стамбула) специальной международной конференции по русскому вопросу, на которую пригласили представителей обеих противоборствующих сторон — и большевиков, и белых. Советское правительство откликнулось на это предложение. Среди белых, однако, предложение союзников о переговорах с большевиками вызвало волну возмущения. И Колчак, и Деникин отказались направить своих представителей на Принцевы острова.

## Международно-правовое признание
Российское государство де-юре на международном уровне было признано только одним государством — Королевством сербов, хорватов и словенцев (будущей Югославией). 19 мая 1919 года премьер-министр Королевства Стоян Протич официальной нотой уведомил Российское правительство о том, что Королевство признаёт его в качестве законной российской власти. Омское правительство также признало Королевство. В Омск был назначен в ранге поверенного в делах от Королевства Йован Д. Миланкович, а интересы Российского правительства в Белграде стал представлять Василий Штрандтман.
Де-факто Российское государство было признано странами Антанты (союзницами России по Первой мировой войне) и странами, возникшими после крушения европейских империй — Чехословакией, Финляндией, Польшей, Литвой, Латвией, Эстонией.

## Правоохранительные органы
Указом Временного Всероссийского правительства от 15 июня 1919 года был издан акт «Об охране государственного порядка и общественного спокойствия» в котором определялась роль министерства внутренних дел Российского государства. Сибирская милиция выполняла функции аналогичные имперской полиции по охране порядка в стране. 5 мая 1919 года были образованы отряды милиции особого назначения (ОМОН).

Верховный правитель А. В. Колчак особо подчёркивал, что
ОМОН — это боевая часть для охраны и восстановления государственного порядка и общественного спокойствия, служит резервом для формирования милиции в местностях, освобождённых от советской власти для подготовки опытных чинов милиции
Эти отряды милиции действовали там, где открытая война сменялась партизанской. Отряд состоял из четырёх пеших и одного конного взводов. Штат предусматривал 285 человек. В те времена эти отряды называли стражниками.

## Вооружённые силы
- Русская армия
- Оренбургская отдельная армия
- Чехословацкий корпус

### Сентябрь-декабрь 1918 года
28 сентября 1918 года член Директории Генштаба генерал-лейтенант В. Г. Болдырев был назначен Верховным главнокомандующим всеми сухопутными и морскими вооружёнными силами России и взял на себя командование объединёнными русскими вооружёнными формированиями Востока России (Сибирская армия, оренбургские и уральские казачьи части, остатки Народной армии КОМУЧа и Чехословацкий корпус).
На первых порах объединение Сибирской и Народной армий не привело к успеху: новое командование не смогло правильно использовать имевшиеся возможности, а части Народной армии, предоставленные сами себе, продолжали отступление, начавшееся ещё в сентябре. 3 октября 1918 г. была оставлена Сызрань, 8 октября — Самара.
В начале октября генерал Болдырев осуществил реорганизацию командования вооружёнными силами Востока России, распределив все подчинённые ему войска на три фронта: Западный, Юго-Западный и Сибирский. В состав Западного фронта вошли все русские и чехословацкие войска, действовавшие против советских войск Восточного фронта севернее линии Николаевск — Бузулук — Стерлитамак — Верхнеуральск — Кустанай — Павлодар. Главнокомандующим Западным фронтом был назначен командир Чехословацкого корпуса генерал-майор Я. Сыровый, начальником штаба фронта — генерал М. К. Дитерихс. Во фронт входили русские, башкирские и чехословацкие войсковые соединения на Урале и в Поволжье: две дивизии Чехословацкого корпуса и Екатеринбургская группа (командующий — Р. Гайда), Камская группа (командующий — генерал-лейтенант С. Н. Люпов), Самарская группа (все группы — с правами армий), (командующий — полковник (впоследствии генерал-майор) С. Н. Войцеховский); Камская боевая речная флотилия (командующий — контр-адмирал М. И. Смирнов). Уральские и оренбургские казачьи войска, а также регулярные части, действовавшие к югу от указанной линии на Саратовском и Ташкентском направлениях, образовали Юго-Западный фронт во главе с атаманом Оренбургского казачьего войска генерал-лейтенантом А. И. Дутовым. Все антибольшевистские войска, действовавшие на территории Сибири, вошли в состав Сибирского фронта, главнокомандующим которого был назначен командующий Сибирской армией генерал-майор П. П. Иванов-Ринов.
Ввиду преобразования военного министерства Временного Сибирского правительства в военное и морское министерство Временного Всероссийского правительства, 2 ноября 1918 года П. П. Иванов-Ринов был освобождён от должности его управляющего, но сохранил пост командующего Сибирской армией.
Реорганизацию управления антибольшевистскими вооружёнными силами Востока России завершил адмирал А. В. Колчак, объявивший себя Верховным главнокомандующим. 18 декабря 1918 года он приказал упразднить корпусные районы Сибирской армии и образовать вместо них военные округа:
- Западно-Сибирский со штабом в Омске (Тобольская, Томская и Алтайская губернии, Акмолинская и Семипалатинская области),
- Средне-Сибирский со штабом в Иркутске (Енисейская и Иркутская губернии, Якутская область);
- Дальневосточный со штабом в Хабаровске (Амурская, Приморская и Забайкальская области, северная часть острова Сахалин)[18].

Этим же приказом Колчак утвердил образованный по постановлению войскового круга Оренбургского казачьего войска Оренбургский военный округ со штабом в Оренбурге (Оренбургская губерния без Челябинского уезда и Тургайская область).

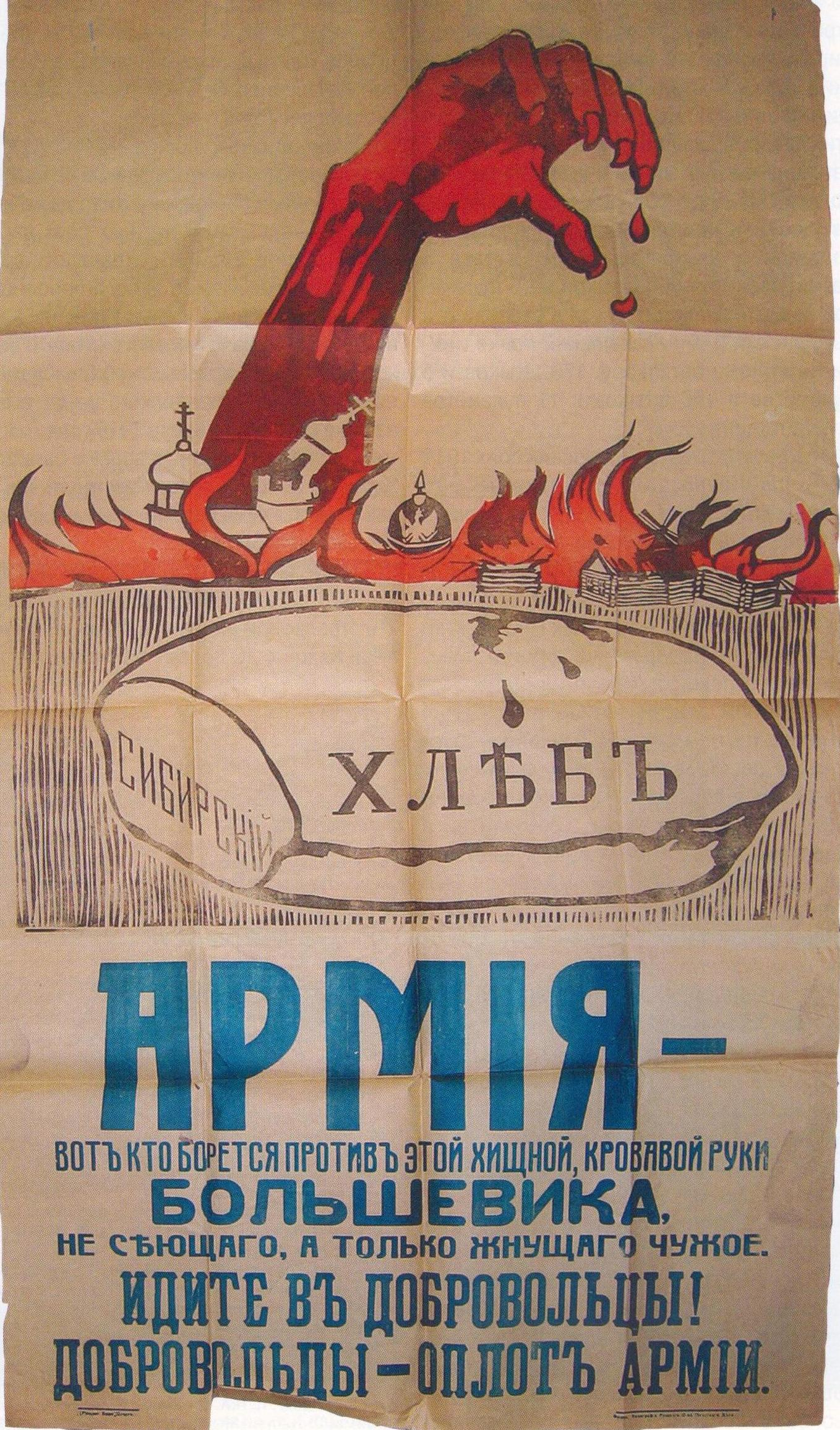
Агитационный плакат Сибирской армии

Осенью-зимой 1918 года положение на фронте благоприятствовало планам Колчака по объединению разнородных антибольшевистских сил. 29 ноября Екатеринбургская группа Сибирской армии, перейдя в решительное наступление, полностью разгромила противостоявшую ей 3-ю армию РККА, взяла Кунгур (21 декабря) и Пермь (24 декабря), где захватила огромные трофеи.
После учреждения в декабре 1918 года Ставки Верховного Главнокомандующего адмирала Колчака Сибирская армия была расформирована.
24 декабря из Екатеринбургской группы войск (в составе 1-го Средне-Сибирского корпуса, 3-го Степного Сибирского корпуса, Воткинской дивизии и Красноуфимской бригады) была образована новая Сибирская армия, временное командование которой было поручено генералу Р. Гайде. Для формирования штаба армии было предложено использовать штаб прежней Сибирской армии, которому в кратчайший срок следовало перебазироваться из Омска в Екатеринбург. Врид начальника штаба Сибирской армии был назначен начальник штаба Екатеринбургской группы генерал Б. П. Богословский.
Из частей Самарской и Камской группы войск, 3-го и 6-го Уральских корпусов была сформирована Западная армия во главе с командиром 3-го Уральского корпуса генералом М. В. Ханжиным; врид начальника штаба армии был назначен начальник штаба Самарской группы генерал С. А. Щепихин. На базе войск Юго-Западного фронта была образована Оренбургская отдельная армия под командованием генерала А. И. Дутова. Войска Сибирского фронта были переформированы во 2-й Степной Сибирский отдельный корпус генерала В. В. Бржезовского, действовавший на Семиреченском направлении.

### 1919 год
В январе-феврале 1919 г. реорганизованная Русская армия отразила контрнаступление советских войск на Пермь.
В начале марта Сибирская и Западная армии перешли в наступление.
Сибирская армия, наступая на Вятку и Казань, в апреле взяла Сарапул, Воткинск и Ижевск и вышла на подступы к Казани. Западная армия заняла Уфу (14 марта), Белебей, Бирск, Бугульму (10 апреля), Бугуруслан и приблизилась к Самаре. Находящаяся у неё в оперативном подчинении Южная армейская группа в составе 4-го армейского корпуса и Сводного Стерлитамакского корпуса, наступавшая на Актюбинск-Оренбург, вышла в конце апреля к пригородам Оренбурга и совместно с оренбургскими казаками осадила город.
В результате генерального наступления был занят весь Урал, и войска Колчака вплотную приблизились к Волге.
Именно в этот момент, однако, стал очевиден стратегический просчёт белого командования: наступление, развивавшееся по концентрически расходящимся направлениям, было остановлено войсками Восточного фронта РККА, а 28 апреля Южная группа Восточного фронта РККА перешла в контрнаступление против Западной армии и, нанеся ей поражение под Бугурусланом и Белебеем, отбросила её за реку Белую. В конце мая войска Западной армии были сведены в Волжскую, Уральскую и Уфимскую группы. В сражении за Уфу (25 мая — 19 июня) Западная армия вновь потерпела поражение и отошла к Челябинску.

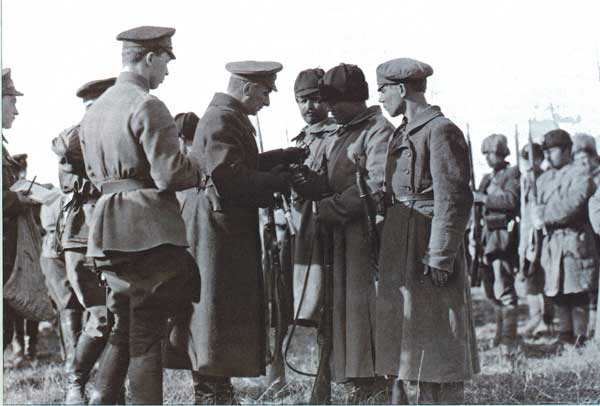
Верховный Правитель вручает награды солдатам Русской армии. Тобольский фронт, сентябрь 1919 года

Русская армия вынуждена была прекратить своё наступление и начать отход ввиду угрозы её левому флангу. В июне из-за продолжающегося отступления Западной армии части Сибирской армии были вынуждены начать поспешный отход по всему фронту и в июле отошли в Зауралье. Екатеринбург и Челябинск были оставлены.
22 июля 1919 года Русская армия была разделена на 1-ю (на Тюменском направлении) и 2-ю (на Курганском направлении) Сибирские армии, которые вместе с 3-й армией (бывшая Западная армия) составили Восточный фронт под командованием генерала М. К. Дитерихса.
Южная армейская группа Западной армии взять Оренбург так и не смогла, и в августе, после начала общего отступления белых, также отступила на восток.

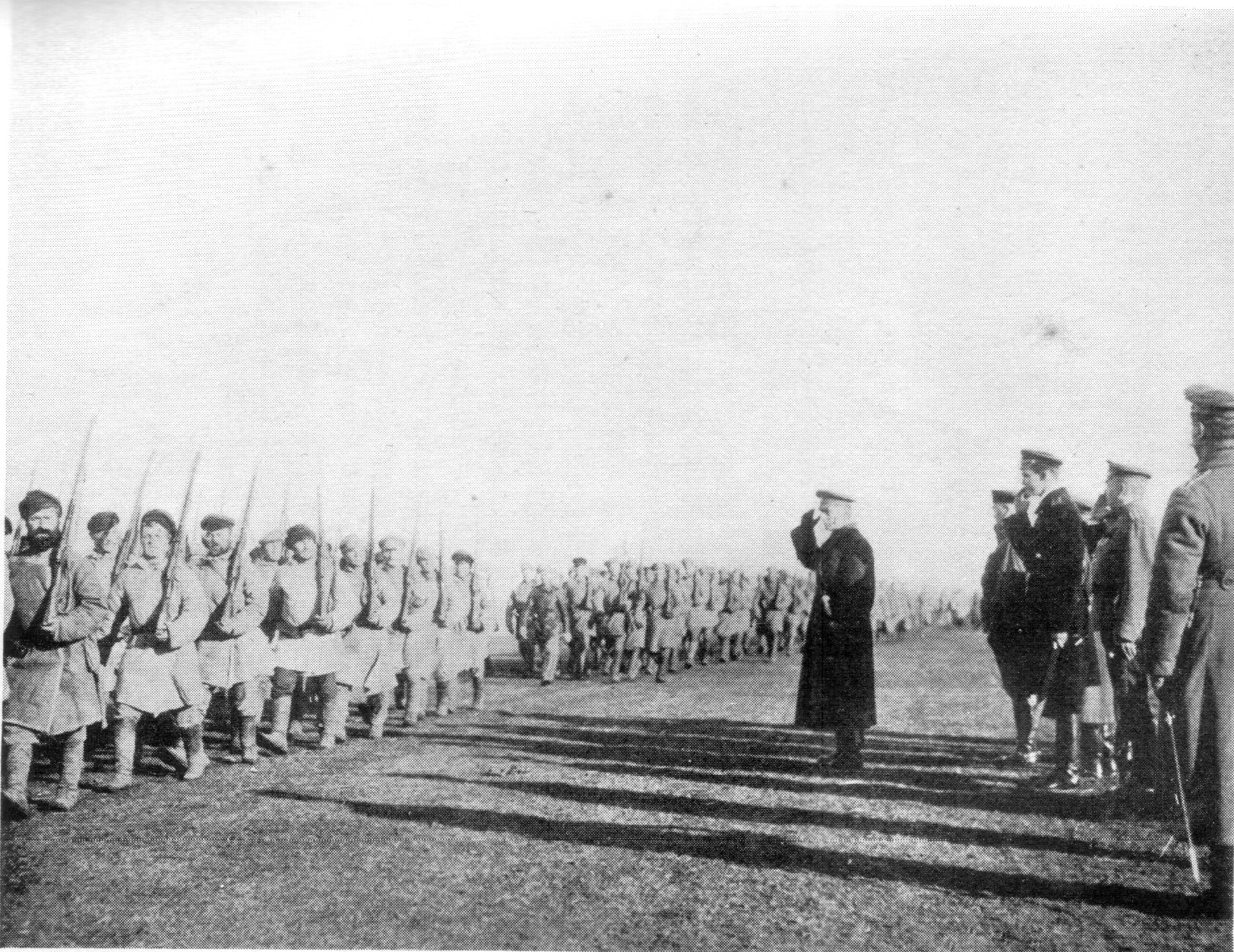
Верховный Правитель принимает военный парад. Близ Тобольска, октябрь 1919 года

Главной задачей Восточного фронта белых стало содействие силам Деникина в их наступлении на Москву, отвлечение на себя частей большевиков. Белые одержали победу в своём последнем наступательном сражении на Восточном фронте — сентябрьской Тобольской операции. Верховный главнокомандующий адмирал Колчак лично планировал десантные операции последнего наступления трёх своих армий и действия Обь-Иртышской флотилии, рассчитывая доплыть до Тюмени. Замысел адмирала был смел, состоял в стремлении не допустить отхода красных, окружить и уничтожить их путём быстрой перевозки частей по рекам и высадки десантов во взаимодействии с конницей фронтально наступающих армий. В случае успеха белые окружали 29-ю, 30-ю и 51-ю стрелковые дивизии красных. Несмотря на срыв этого плана, белые были довольно близко к разгрому 3-й Красной армии. Именно поэтому советские военные историки Тобольско-Петропавловскую операцию рассматривали исключительно фрагментами, подробно описывая бои одной лишь только 5-й армии. Красные были отброшены от реки Тобол на 100 км. Сентябрьские победы после длительных неудач оценивались как поворотный момент в гражданской войне. Колчак решился на шаг, который не хотел делать в период отступления, чтобы это нельзя было интерпретировать как проявление слабости власти, — преобразование Государственного экономического совещания в избираемый населением орган.
Оставив Омск, командование Восточного фронта планировало задержать наступление красных на рубеже реки Обь. Армию предполагалось пополнить за счёт тыловых соединений, а фронт восстановить на рубеже Томск — Новониколаевск — Барнаул — Бийск. Однако войска к этому времени контролировали лишь крупные населённые пункты, во многих из которых были подняты восстания. Несмотря на упорные арьергардные бои, организовать оборону не удалось, и 11 декабря был оставлен Барнаул, 13 декабря — Бийск, 14 декабря — Новониколаевск.
1-я и 2-я Сибирские армии успешно участвовали в Тобольской наступательной операции (август — октябрь 1919 г.), но после крушения Восточного фронта, произошедшего в октябре-ноябре 1919, их остатки отошли в Забайкалье.

### 1920 год
В Читу дошли 25 тысяч солдат бывшего Восточного фронта. Из наиболее боеспособных дивизий отмечаются Добровольческая, 4-я Уфимская, 4-я Сибирская, 11-я и 12-я Уральские стрелковые дивизии, сохранившие по 2-1,5 тысячи человек личного состава.
Вышедшие части готовы были продолжать борьбу, поэтому армия была реорганизована. Мелкие части были расформированы и пошли на пополнение крупных, а дивизии были сведены в сводные полки. Количество штыков осталось то же, но было значительно уменьшено число штабов. Армия отдыхала и готовилась к новым боям.
Летом части Русской армии совместно с японцами отразили атаки Красной армии на Читу. Но осенью была достигнута договоренность при посредничестве японцев, что красные войска пропустят русские части в 30 тыс человек по железной дороге на восток. Достигнув китайской территории, части разоружались китайской армией — оставлялось только холодное оружие — грузились в эшелоны на КВЖД и переправлялись через 1500 километров в Приморье, где они вошли в состав Дальневосточной армии.

### Отношения с союзниками
На первых порах правительства Англии и Франции считали, что вся борьба с большевиками в России должна вестись под западным руководством. Морис Жанен, руководитель союзной миссии, прибывший в Омск через Владивосток в конце 1918 года, предъявил мандат, подписанный Ж. Клемансо и Д. Ллойд-Джорджем, согласно которому он уполномочен на верховное командование всеми войсками в Сибири — как союзными, так и русскими. Колчак категорически отверг этот мандат, заявив, что скорее откажется вообще от иностранной помощи, нежели согласится на такие условия. После переговоров союзные правительства пошли на уступки, и был достигнут компромисс: адмирал Колчак остался Верховным главнокомандующим русскими войсками, а М. Жанен приказом Колчака от 19 января 1919 года назначался главнокомандующим союзными войсками, то есть чехами, а также прибывшими позднее небольшими отрядами сербов, итальянцев, румын и поляков. Жанен, однако, так и не простил Колчаку своего понижения в статусе. Английскую военную миссию при Колчаке возглавлял генерал Альфред Нокс, отвечавший за снабжение колчаковской армии. Он, в отличие от Жанена, к Колчаку относился лояльно и демонстрировал дружеское отношение.
Подразделения союзных войск размещались в глубоком тылу. На фронте недолгое время находились лишь небольшой французский отряд и английская бригада, в которой рядовой состав был набран в основном из русских. Дислоцировавшиеся на Дальнем Востоке японские и американские войска не подчинялись Жанену. Японцы держали на территории от Тихого океана до Забайкалья 40-тысячный корпус (первоначально даже до 70 тыс. военнослужащих), американцы — всего лишь 7-тысячную бригаду.
Основная помощь английских и французских союзников свелась к снабжению армий Колчака и Деникина оружием и обмундированием. Чехословацкий корпус, несмотря на усилия союзных представителей, вернуть на фронт так и не удалось. После поражения Германии и Австро-Венгрии в войне они стремились вернуться домой, не желая воевать в чужой стране за непонятные им цели, особенно после колчаковского переворота в Омске, который чехи категорически не поддержали. При всей показной «дружественности», отношения между русскими и чехами становились всё более натянутыми. Единственное, на что чехи согласились под давлением представителей Антанты, — нести в тылу охрану Транссибирской магистрали от Новониколаевска до Иркутска.
Что касается США и Японии, то они ограничивались в основном поддерживанием политических отношений с Колчаком и ролью «дружественных» наблюдателей на Дальнем Востоке, выжидая развитие ситуации, преследуя свои экономические интересы и соперничая между собой за преобладающее влияние в этом регионе. При этом американское командование не было настроено на активное вмешательство в российские дела и даже по существу враждебно воспринимало режим Колчака из-за его «недемократичности» и белого террора. Японцы же не только вмешивались, но и активно стремились подчинить своему влиянию Дальний Восток. На Дальнем Востоке, в силу его отдалённости, малочисленности русских войск и присутствия иностранных войск, власть правительства Колчака была почти номинальной. 